# Liste der Grafen von Manderscheid
Diese Liste führt die Grafen von Manderscheid bis zur Aufhebung der Grafschaft im Jahr 1802 auf.

## Haus Manderscheid
- 1133 Richard I.
- 1142–1171 Walter
- 1157–1171 Richard II. (genannt von Malberg)

⚭ Agnes von Esch
- 1173–1206 Dietrich ⚭ Gertrud von Sayn
- 1206–1267 Winnemar ⚭ Hildegard von Kerpen
- 1267/1320 Wilhelm IV.
- 1320/1345 Wilhelm V.

⚭ Johanna von Blankenheim
- 1345/1370 Wilhelm VI.

⚭ Elisabeth von Sponheim
- 1370/1386 Wilhelm VII. († 1386)

⚭ Lucia von Neuenahr
- 1386/1426 Dietrich I. († 1426)

⚭ Elisabeth von Stein zum Wartenstein
- 1426/1457 Dietrich II. († 1469)

⚭ Irmgard von Daun zu Broich († 1456)
- 1457/1488 Dietrich III. (Graf) († 1498) ⚭ Elisabeth von Schleiden († 1469), 1488 teilte er seinen Besitz unter seinen Söhnen auf.
  - Graf Cuno, Stifter der Linie Manderscheid-Schleiden. Dieser Linie fielen die Grafschaft Manderscheid und die Niederburg zu.
  - Graf Johann, Stifter der Linie Manderscheid-Blankenheim-Gerolstein
  - Graf Wilhelm, Stifter der Linie Manderscheid-Kail

### Linie Manderscheid-Schleiden
- 1488–1489 Cuno I.

⚭ Walpurgis von Horn-Altona
⚭ Mechthild von Virneburg
- 1489–1501 Cuno II.
- 1501–1551 Diedrich IV. (* 1481; † 1551)

⚭ 1506 Margareta von Sombreff, Frau von Kerpen (1489–1518)
⚭ 1533 Elisabeth von Neufchatel (1485–1553)
- 1551–1560 Diedrich V. (* 1508; † 21. April 1560)

⚭ Gräfin Erika von Waldeck (* 19. März 1511; † 8. Oktober 1560); Witwe Eberhards von Marck-Arenberg und Tochter Philipps III. von Waldeck
- 1560–1566 Diedrich VI. ⚭ Elisabeth von Stolberg, kinderlos
- 1566–1582 Joachim (* 1539; † 1582), Sohn Diedrichs V. ⚭ 1566 Magdalena von Nassau, Tochter Adolfs IV. von Nassau-Wiesbaden-Idstein
- 1582–1593 unter Sequestration, da Magdalena evangelisch war
- 1593–1630 Magdalena ⚭ Steno von Löwenhaupt (* 1586; † 1645) Graf zu Rasburg und Falkenstein
- Amalie ⚭ Philipp Diedrich von Manderscheid-Kail

fällt an → Manderscheid-Kail

### Linie Manderscheid-Kail
- 1488–1509 Wilhelm

⚭ Adelheid Gräfin von Mörs-Saarwerden
- 1509–1562 Jakob

⚭ Maria Gräfin von der Marck Aremberg († 1520)
⚭ Anna Gräfin von Salm
- 1562–1577 Dietrich I.

⚭ Anna Amalia Gräfin von Leiningen-Westerburg
- 1577–1613 Dietrich II

⚭ Anna Amalia Gräfin von Manderscheid-Schleiden
- 1613–1653 Philipp Diedrich

⚭ Elisabeth Amalia Löwenhaupt-Rasburg
- 1653–1686 Hermann-Franz

⚭ Maria-Agatha (* April 1641; † 17. Dezember 1691), Wild- und Rheingräfin zu Salm, Tochter Georg Friedrichs
- 1686–1721 Karl Franz Ludwig

⚭ Katharina Charlotte Gräfin von Wallenrodt
- 1721–1742 Wolfgang Heinrich (Sohn von Hermann-Franz)

⚭ Maria Anna von Truchseß-Waldburg zu Zeil
- 1742–1772 Maria Franziska ⚭ Johann Wilhelm Franz von Manderscheid-Blankenheim

fällt an → Manderscheid-Blankenheim-Gerolstein

### Linie Manderscheid-Blankenheim-Gerolstein
- 1488–1524 Johann I.
- 1524–1533 Johann II.
- Margaretha Elisabeth von Manderscheid-Blankenheim-Gerolstein (1575–1604), Äbtissin im Stift Freckenhorst und Reichsstift Essen

#### Nebenlinie Manderscheid-Blankenheim (jüngere Linie)
- 1533–1548 Arnold I.
- 1548–1604 Hermann
- 1604–1614 Arnold II.
- 1614–1644 Johann Arnold
- 1644–1694 Salentin Ernst (* 16. August 1630; † 18. Februar 1705) (stiftete 1666 Kloster Marienthal im Westerwald)

⚭ (1651) Gräfin Ernestine zu Sayn-Wittgenstein-Sayn (Erbin von Hachenburg) (* 23. April 1626; † 13. Oktober 1661)
⚭ (1662) Gräfin Christina Elisabeth von Erbach (* 10. September 1641; † 26. November 1692)

#### Nebenlinie Manderscheid-Gerolstein und -Bettingen (ältere Linie)
- 1533–1548 Gerhard
- 1548–1611 Johann Gerhard
- 1611–1649 Karl
- 1649–1671 Ferdinand-Ludwig
- 1671–1697 Karl-Ferdinand

(Erlöschen der älteren Linie Manderscheid-Gerolstein und -Bettingen, Erbe an Linie Manderscheid-Blankenheim)

#### Wiedervereint: Manderscheid-Blankenheim-Gerolstein und -Bettingen
- 1694–1731 Franz Georg
- 1708–1772 Johann Wilhelm Franz,[1] Graf zu Manderscheid von Blankenheim, Herr zu Gerolstein, Churpf. General-Lieutenant

⚭ Maria Franziska Maximilliane, Gräfin von Manderscheid-Kail († 1739)
⚭ Ludowika Franziska Anselmina († 1764)
⚭ Johanna Franciska Maximiliane, Gräfin von Limburg-Styrum († 1772)
- Joseph Franz[1] († jung)
- 1713–1780 Joseph Franz Georg Ludwig[1] (* 15. April 1713; † 6. Dezember 1780)

⚭ Maria Charlotte, Gräfin Fugger-Dietenheim

## Haus Sternberg
- 1780–1798 Philipp Christian Graf von Sternberg und Manderscheid (* 5. März 1732; † 14. Mai 1811)

⚭ Augusta, Tochter von Johann Wilhelm Franz von Manderscheid zu Blankenheim
- 1798–1802 Franz Joseph Graf von Sternberg und Manderscheid